# Up-Tight
Up-Tight is het zesde studioalbum van Stevie Wonder. Het werd op 4 mei 1966 uitgebracht.

## Achtergrond
Up-Tight betekende de doorbraak van Wonder. De nummers op het album markeerden het beginpunt van Wonder's ontwikkeling van een eigen muzikale identiteit. Met de cover van het Bob Dylan-nummer "Blowin' in the Wind" werd hij populair bij het blanke publiek. Op het album staat het door Wonder in samenwerking met Sylvia Moy en Henry Cosby geschreven nummer "Uptight (Everything's Alright)", dat in de Verenigde Staten in de top vijf belandde.
Het album bereikte de 33ste positie in de Billboard 200 en de tweede plaats in de R&B Albums Charts.

## Composities
| Nr. | Titel                          | Schrijver(s)                                  | Duur |
| --- | ------------------------------ | --------------------------------------------- | ---- |
| 1.  | Love a Go Go                   | Beth Beatty, Ernie Shelby                     | 2:46 |
| 2.  | Hold Me                        | Morris Broadnax, Clarence Paul, Stevie Wonder | 2:36 |
| 3.  | Blowin' in the Wind            | Bob Dylan                                     | 3:46 |
| 4.  | Nothing's Too Good for My Baby | Henry Cosby, William "Mickey" Stevenson       | 2:40 |
| 5.  | Teach Me Tonight               | Sammy Cahn, Gene DePaul                       | 2:42 |
| 6.  | Uptight (Everything's Alright) | Cosby, Sylvia Moy, Wonder                     | 2:55 |

| 1.                 | Ain't That Asking for Trouble | Moy/, Paul, Wonder                           | 2:50 |
| 2.                 | I Want My Baby Back           |                                              | 2:49 |
| 3.                 | Pretty Little Angel           |                                              | 2:11 |
| 4.                 | Music Talk                    |                                              | 2:56 |
| 5.                 | Contract on Love              | Janie Bradford, Lamont Dozier, Brian Holland | 2:22 |
| 6.                 | With a Child's Heart          | Vicky Basemore, Cosby, Moy                   | 3:10 |
| Totale duur: 33:43 |                               |                                              |      |

## Bezetting
- Benny Benjamin - drums
- James Jamerson - basgitaar
- Stevie Wonder - mondharmonica, keyboard, zang